# Болеслав IV Къдрави
Болеслав IV Къдрави (на полски: Bolesław IV Kędzierzawy; * 1120; 5 януари 1173, Краков) от династията на Пястите, е княз на Полша през XII век.